# キヤノンの銀塩マニュアルフォーカス一眼レフカメラ製品一覧
キヤノンの銀塩一眼レフカメラ製品一覧はキヤノンが発売して来た銀塩一眼レフカメラの一覧である。
キヤノン EOSシリーズ発売以後、輸出市場向けに1990年4月発売されたキヤノンT60を例外として新製品は出ることなく、1989年に既存製品のラインナップ整理、生産縮小、および値上げを行なった後、1992年頃までにレンズキャップを除くFDマウント関連製品の生産を停止した。

## キヤノネックス
- キヤノネックス（Canonex 、1963年10月発売） - 主に海外向けとして販売された廉価版レンズシャッター一眼レフカメラで、セレン光電池使用の露出計を内蔵しておりシャッター優先AEが可能。マミヤのOEM機種である。レンズは3群3枚キヤノンSE48mmF2.8固定。

## EXシリーズ
フォーカルプレンシャッターを持ちながらレンズは前群のみ交換する方式の異端機種。廉価機でシャッター速度優先AEを実現するためにこのような設計になった。
- キヤノンEXEE（1969年10月発売）
- キヤノンEXオート（1972年2月発売） - キヤノンEXEEにレンズ開放F値自動設定機能を追加したもの。海外向けに" BELL & HOWELL AUTO 35 / REFLEX" というネーミングのモデルがある。

　　　
交換レンズは以下がある。ボディーに残る後群は2群3枚であるため実際の構成はそれとの合成光学系となる。
- キヤノンEX35mmF3.5（1969年1月発売） - 5群6枚。最短撮影距離0.3m。アタッチメントφ48mmねじ込み。
- キヤノンEX50mmF1.8（1968年5月発売） - 2群3枚。最短撮影距離0.45m。アタッチメントφ48mmねじ込み。
- キヤノンEX95mmF3.5（1968年10月発売） - 4群6枚。最短撮影距離1.3m。アタッチメントφ62mmねじ込み。
- キヤノンEX125mmF3.5（1970年5月発売） - 5群7枚。最短撮影距離2.1m。アタッチメントφ72mmねじ込み。

## Rシリーズ
レンジファインダーカメラ時代末期からキヤノンは一眼レフカメラを開発していた。レンズマウントに磨耗の恐れがないスピゴット式の大口径マウント「Rマウント」を採用し、当時世界最速作動とされた自動絞り機構「スーパーキヤノマチック」を搭載したレンズに対応していた。
しかしプロカメラマンにはニコンFが持つ視野率100%のファインダーが絶大な支持を受け、アマチュアカメラマンにも先発のアサヒペンタックス、ミランダT型・S型、ミノルタSRに先取りされて注目の機会を逃してしまい、またキヤノンらしからぬデザインの無骨さやスーパーキヤノマチック搭載の代償として存在した巻き上げの重さ等から全くの不振に終わった。
- キヤノンフレックス（1959年5月発売） - ニコンF同様に交換式のアイレベルプリズムファインダーを装備し、外付けの専用露出計を連動させるレールを持っていた。また巻き上げ方式は底部レバー方式で、一般的な上部レバー巻上げより迅速に操作ができるとされた[3]。
- キヤノンフレックスR2000（1960年9月発売） - シャッター速度1/2000秒を搭載した[4]。
- キヤノンフレックスRP（1960年9月発売） - キー式のセルフタイマーをレバー式に、交換ファインダーを廃して固定式にすることで廉価とした普及機。一眼レフカメラにおける「ポピュレール型」[5]。
- キヤノンフレックスRM（1962年4月発売） - セレン光電池による露光計を内蔵した。露出計用受光窓と低く埋め込まれたペンタプリズムが外観の特徴。フィルム巻き上げも底部レバー方式から背面レバー方式に変更された。[6]

## Fシリーズ前期
マウント寸法はRシリーズから引き継がれたものの自動絞り機構はチャージ不要の一般的なものに変更され、レンズを通った光を直接測るTTL測光の時代を見越して開発されたFLマウントとなった。RマウントレンズはFLマウントカメラにも取り付けは可能だが自動絞りの互換性はない。
しかしすでに1963年には東京光学（現トプコン）から最初のTTL方式カメラトプコンREスーパー、1964年には旭光学（現リコーイメージング）のアサヒペンタックスSPが相次いで発売されており、またしてもキヤノンは開発の遅れを痛感することになる。

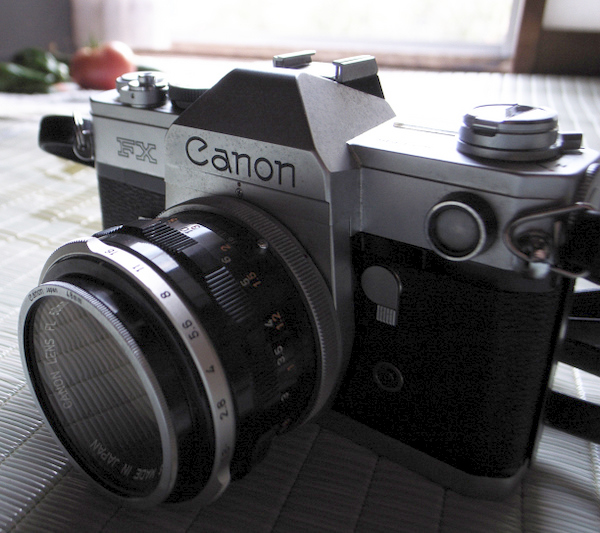
キヤノンFX

- キヤノンFX（1964年4月発売） - CdSによる露出計を内蔵。海外向けに "BELL & HOWELL / CANON FX" というネーミングのモデルがある。
- キヤノンFP（1964年10月発売） - キヤノンFXから露出計を取り払ったモデル。
- キヤノンペリックス（Canon Pellix 、1965年発売） - デュポンの開発したマイラーフィルムにハーフミラー加工した「ペリクルミラー」を反射ミラーとして用い、レンズからの光をフィルム面に7割、ファインダーに3割通す、「瞬きしない一眼レフ」であった。ミラーが半透明であることを利用し、シャッター幕直前に絞込みレバー操作で繰り出すCdSセンサーを置き、文字通りレンズからの光を直接測光する機構であった。大きな話題を呼んだものの、あまりに特殊すぎて売り上げが伸びることはなかった。特にペリックス最大の特徴である半透明ミラーはその機構や特性から「撮影時により多くの入射光を必要とする」「ミラーの劣化の可能性があり、また傷や汚れが撮影結果に悪影響を及ぼす」「ファインダーからの入射光に弱い」などの欠点を併せ持っていたため、当初顧客層として狙っていた上級ユーザーにはかえって敬遠された。

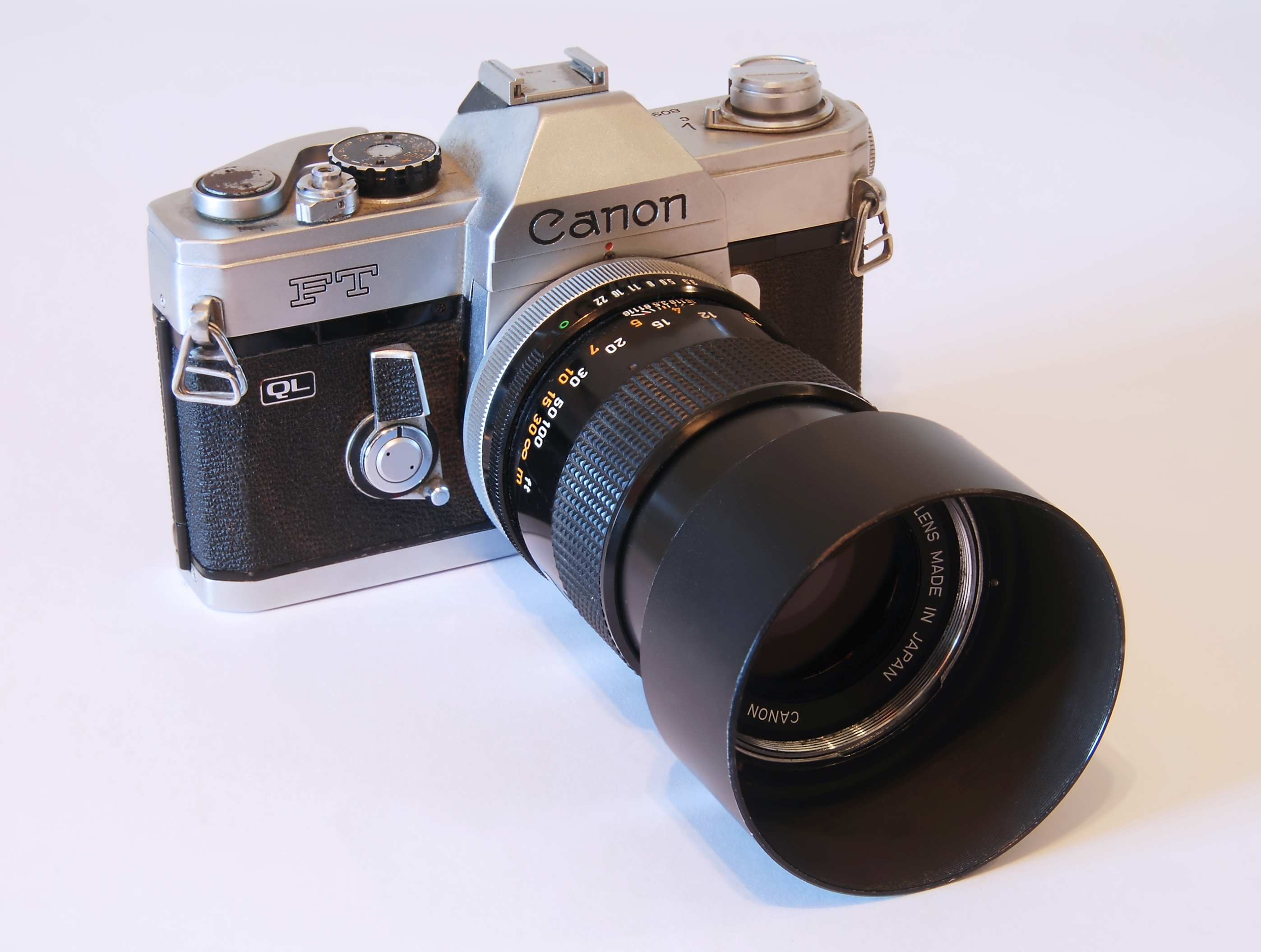
キヤノンFT QL

- キヤノンFT QL（1966年3月） - フィルムローディングを容易にしたQL機構と部分測光を装備した一般的なクイックリターンミラーを持つTTL測光一眼レフカメラで、そこそこの売り上げを記録した。
- キヤノンペリックスQL（Canon Pellix QL ） - キヤノンペリックスにQL機構を装備したモデル。

## Fシリーズ後期
Rマウントを引き継ぎスピゴット式ながら開放測光が可能で自動露出への対応もできるFDマウントになり、レンズもマルチコートの施されたカラー写真時代のラインナップに切り替わった。

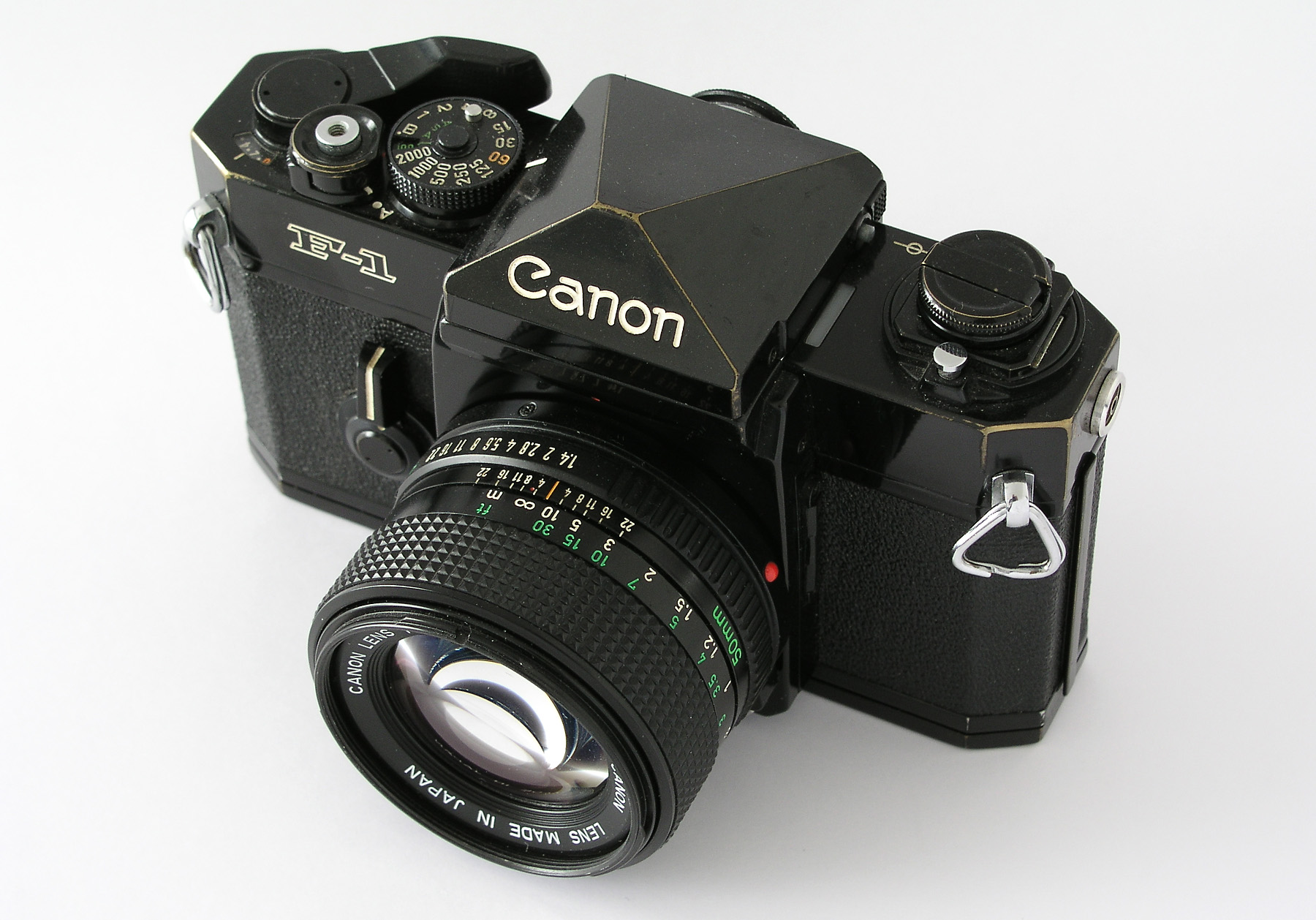
キヤノン F-1

- キヤノンF-1（1971年3月発売） - 「プロの使用に耐えうる最高級機を開発すべし」という意見を受け、伊藤宏をプロジェクトリーダーに5年の開発期間を経て発売された。細かな調整が不要ですぐに使える各種アクセサリによる膨大なシステムを持ち、シャッター連続10万回動作といったプロの使用に不足のない耐久性や環境性能を実現した。その大きさと重量、堅牢性から「重戦車」と言われたほどである。この機種でようやくキヤノンの名は多くのプロに認められることになる。途中マイナーチェンジ（キヤノンF-1改）はあったが、「10年間は不変」と発売時の謳い文句にしたとおり改良型モデルキヤノンニューF-1登場までシステムを変えなかった。

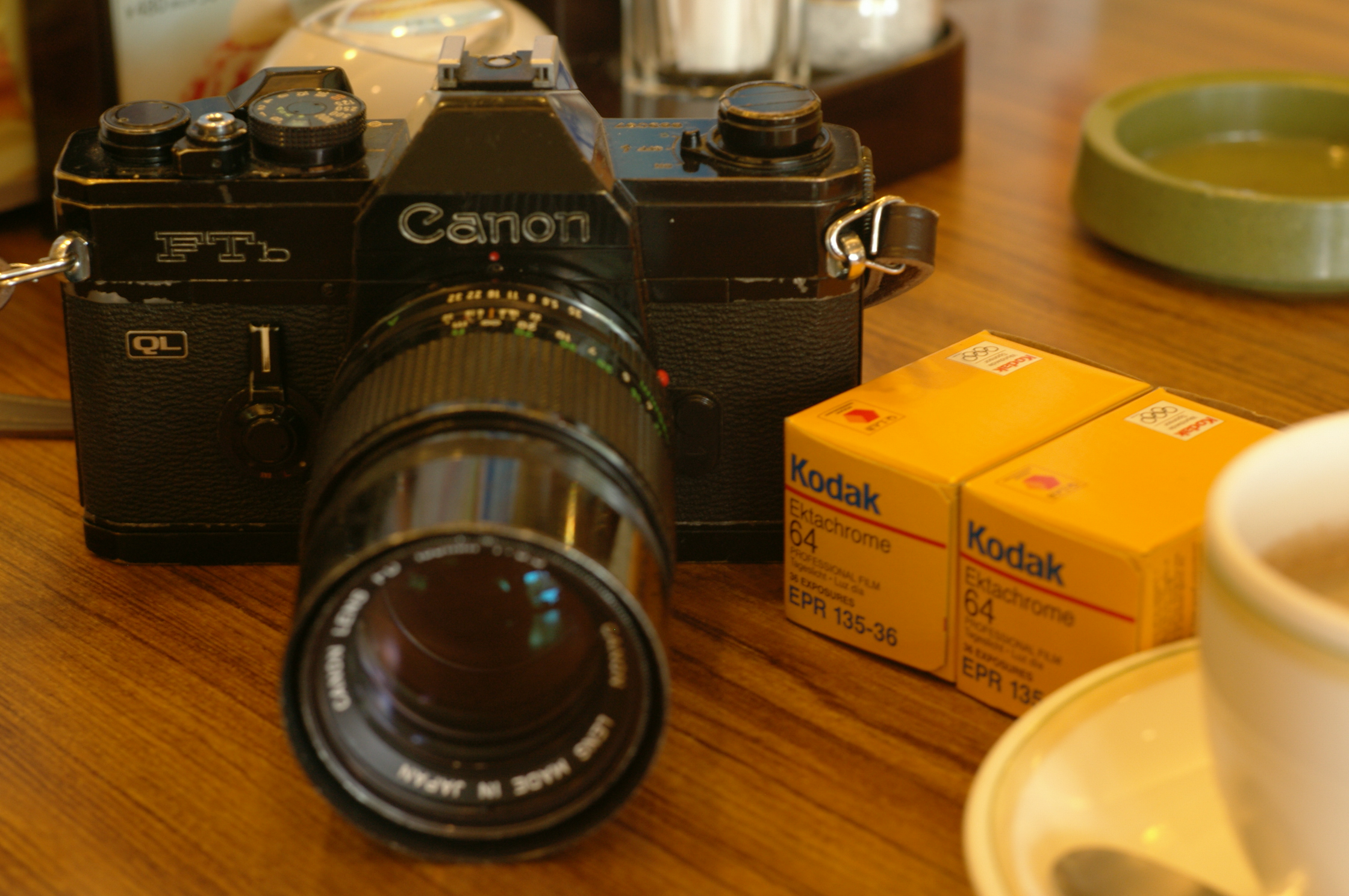
キヤノンFTb-N

- キヤノンFTb（1971年3月発売） - キヤノンFT QLの時代には絞込み測光と開放測光はそれぞれに一長一短があるとされていたが、その後市場では開放測光を求めるようになっており、キヤノンF-1の技術をフィードバックし開発されたキヤノン中級機で最初の開放測光モデル。
- キヤノンFTb-N - キヤノンFTbの巻き上げレバーに指当てがつくなどの小改良を受けたモデル。

- キヤノンEF（1973年11月発売） - コパルが開発した「コパルスケヤS」の低速制御用機械ガバナーを電子制御に改造し、30秒までのシャッター速度をシャッター速度優先AEで使用できるようにして搭載したモデル。

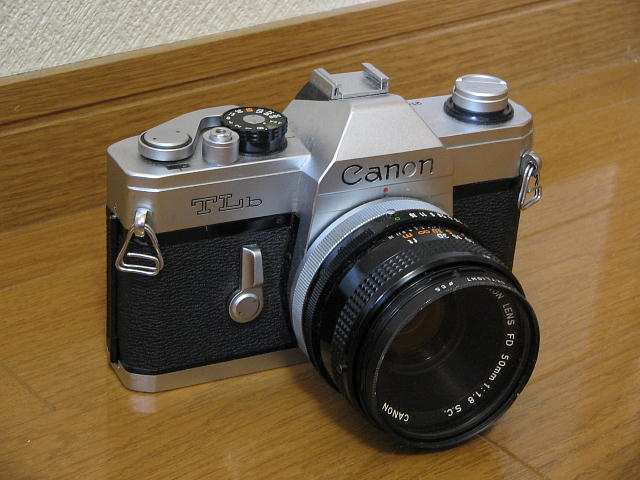
キヤノンTLb

- キヤノンTLb（輸出市場：1974年9月発売、国内市場：1976年4月発売） - TXを基本仕様として、FTbの廉価機種として発売されたモデル。

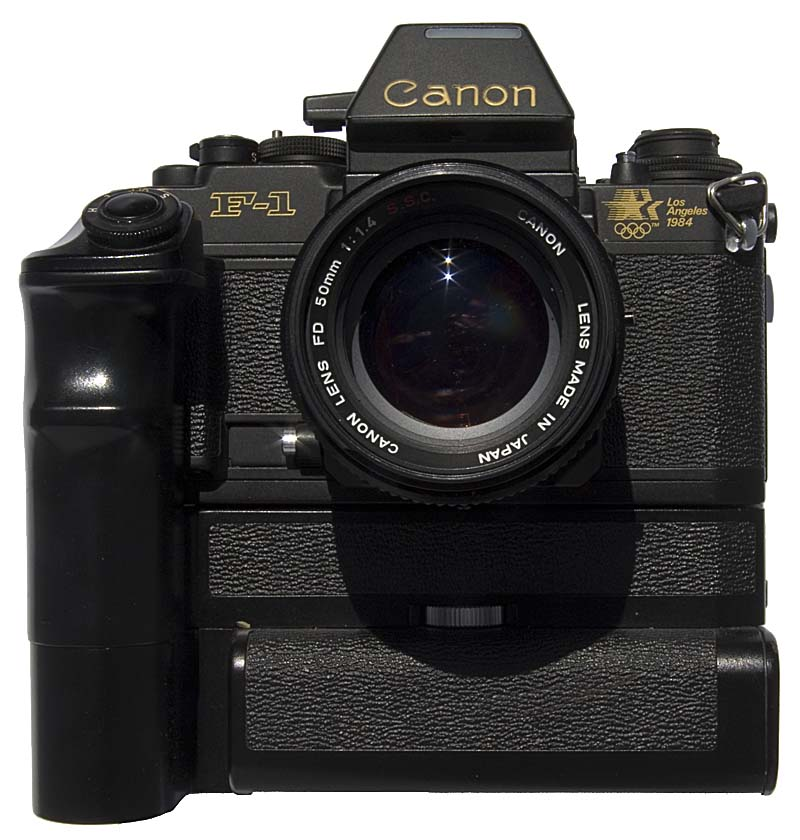
キヤノンニューF-1 - 1984年のロサンゼルスオリンピック開催記念モデル

- キヤノンニューF-1（1981年9月発売） - キヤノンF-1の全面改良モデル。1987年、F-1に名称変更。FDマウントのカメラとしては最後まで販売されていた機種である。1996年5月、販売終了がキヤノンから発表され、5月20日発売の各カメラ雑誌には「ありがとう。」のコピーで販売終了を伝える広告が掲載された。

## Aシリーズ
カメラの電子化による超多機能化を進めたシリーズ。これらの開発を通して培った電子化テクノロジーは「キヤノンニューF-1」にも生かされることとなった。

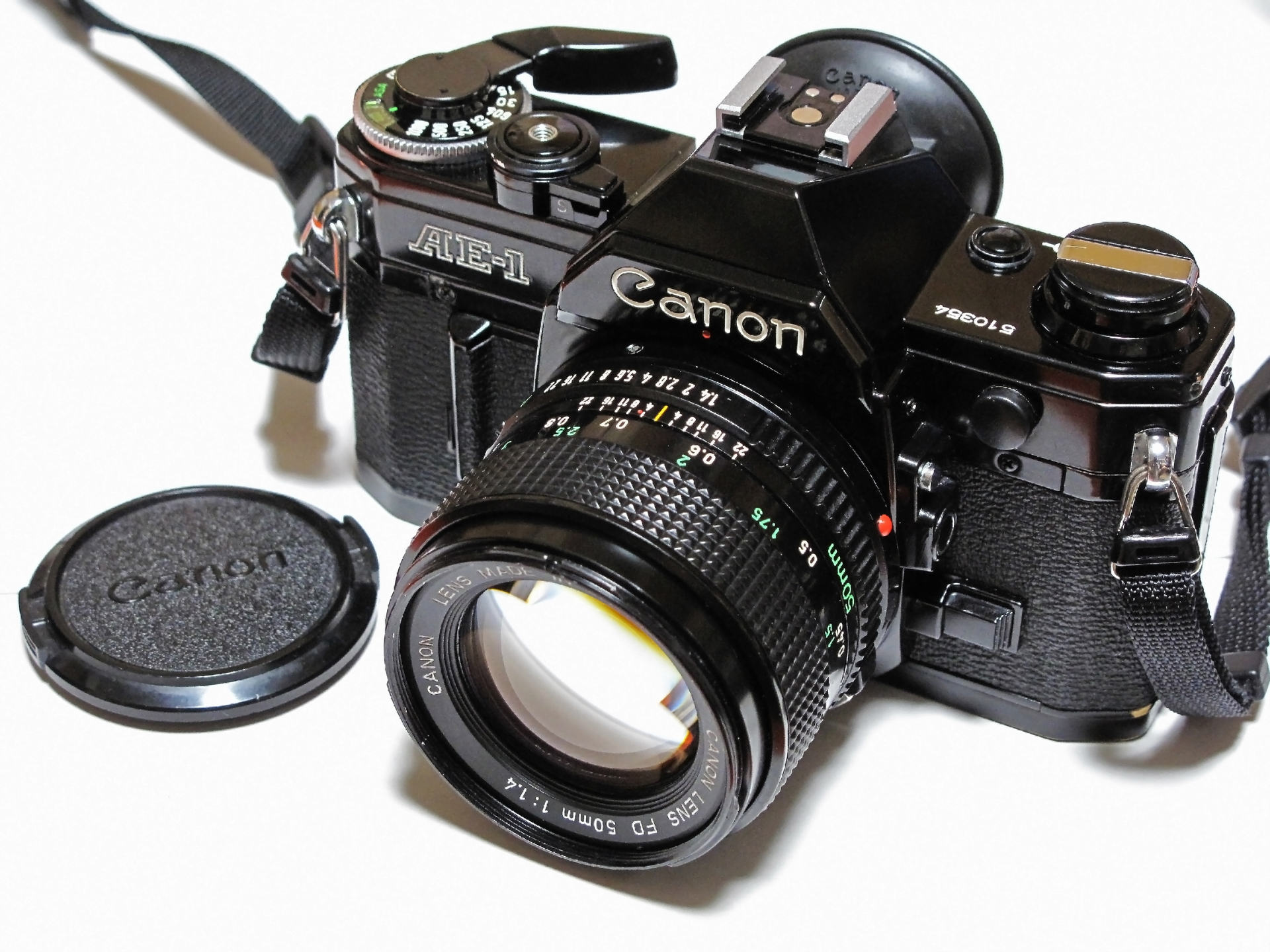
キヤノンAE-1

- キヤノンAE-1（1976年4月発売） - さらなるカメラの自動化・電子化の流れから、コストパフォーマンスが高く誰でも失敗なく撮れることを目指し、世界初となるマイクロコンピュータを内蔵して開発されたAE一眼レフカメラ。量販機としては異例の開発費と期間をかけて、カメラの動作をすべて電子制御化し、徹底的な合理化によるコストダウンでオプションの外付けワインダー（秒間約2コマ）やズームレンズなど当時はプロの道具だった装備を一般化した。ワインダーによる軽快な撮影スタイルを強調した「連写一眼」のキャッチコピーをつけて販売され、過去の不振からは想像できないほどのヒット作となった。
- キヤノンAT-1 - AEという新機能に対して懐疑的であった海外市場向けにキヤノンAE-1とほぼ同一のフレームを使用しながら電子制御マニュアル露出専用としたモデル。

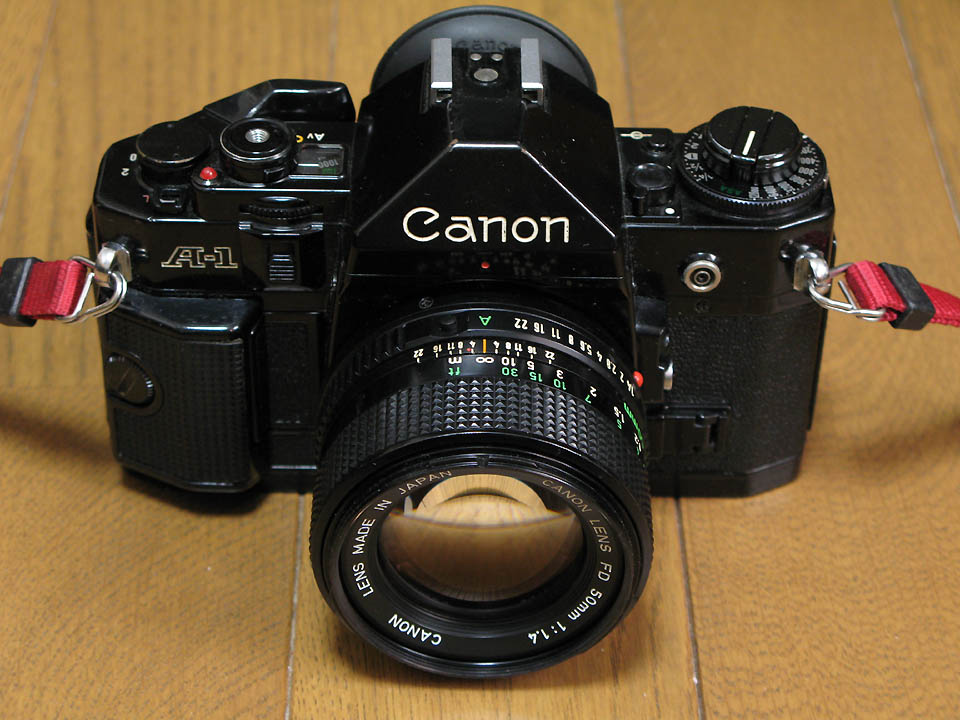
キヤノンA-1

- キヤノンA-1（1978年4月発売） - カメラメーカーの間では、キヤノン・コニカなどのシャッター速度優先陣営と、ニコン・ペンタックス・ミノルタなどの絞り優先陣営に分かれる傾向が生じ、ユーザーの間ではどちらが実用に有利かという論争が続いていた。1977年に発売されシャッター速度優先と絞り優先の両方のモードを持つ「ミノルタXD」に対抗し、両優先に加えプログラムAE、実絞りAE、ストロボAEといった5モードAEを搭載したモデル。
- キヤノンAV-1（1979年5月発売） - 海外販社の要望で造られた絞り優先AE専用モデル。
- キヤノンAE-1プログラム（1981年4月発売） - キヤノンAE-1にプログラムAEモードを加えたモデル。
- キヤノンAL-1（1982年3月発売） - 来るべきオートフォーカス時代への先鞭としてキヤノンAV-1をベースにCCDセンサーを用いてピント位置を検出・表示するフォーカスエイド機能とマニュアルシャッターを追加したモデル。電源は単4×2。

## Tシリーズ

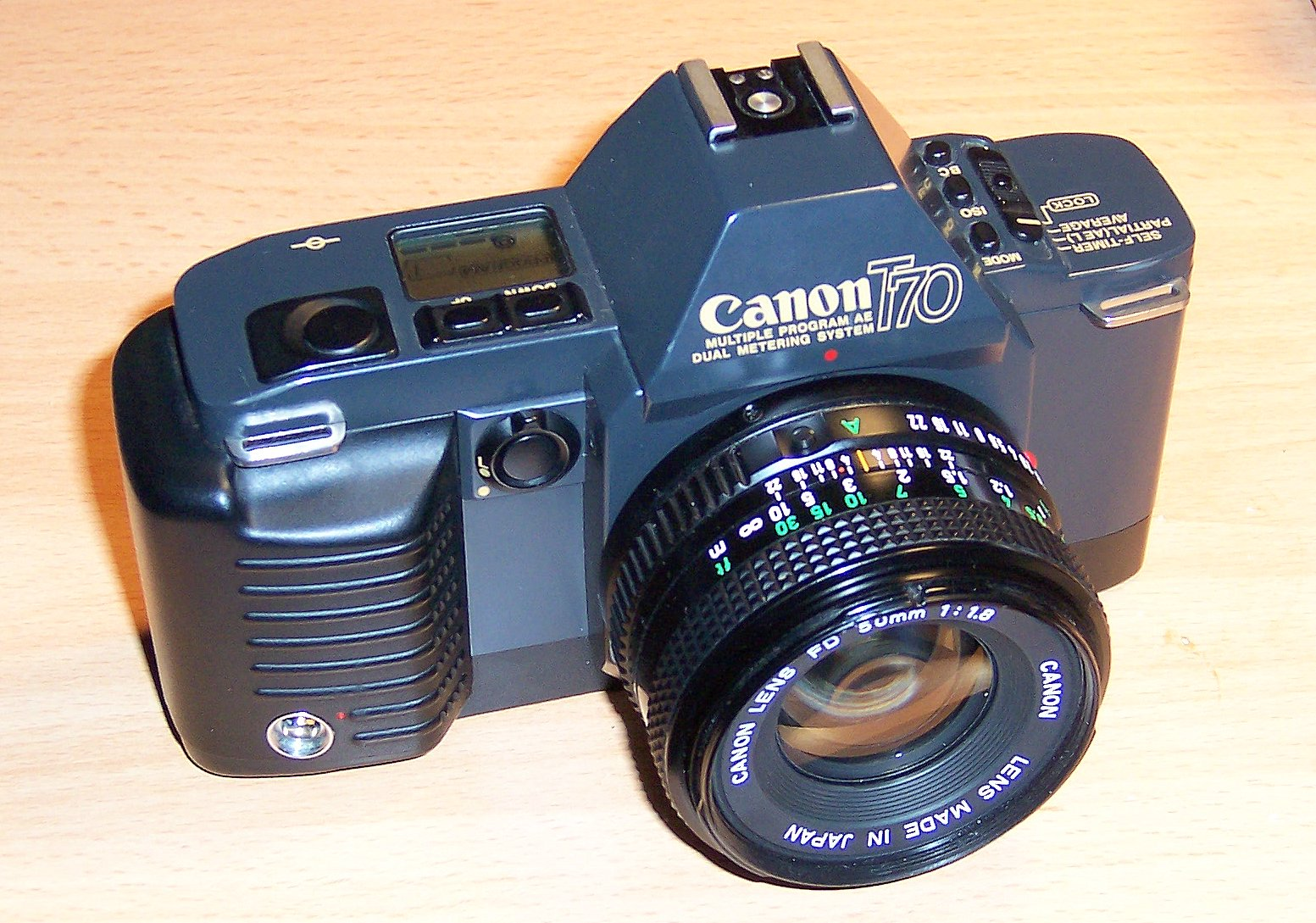
キヤノンT70

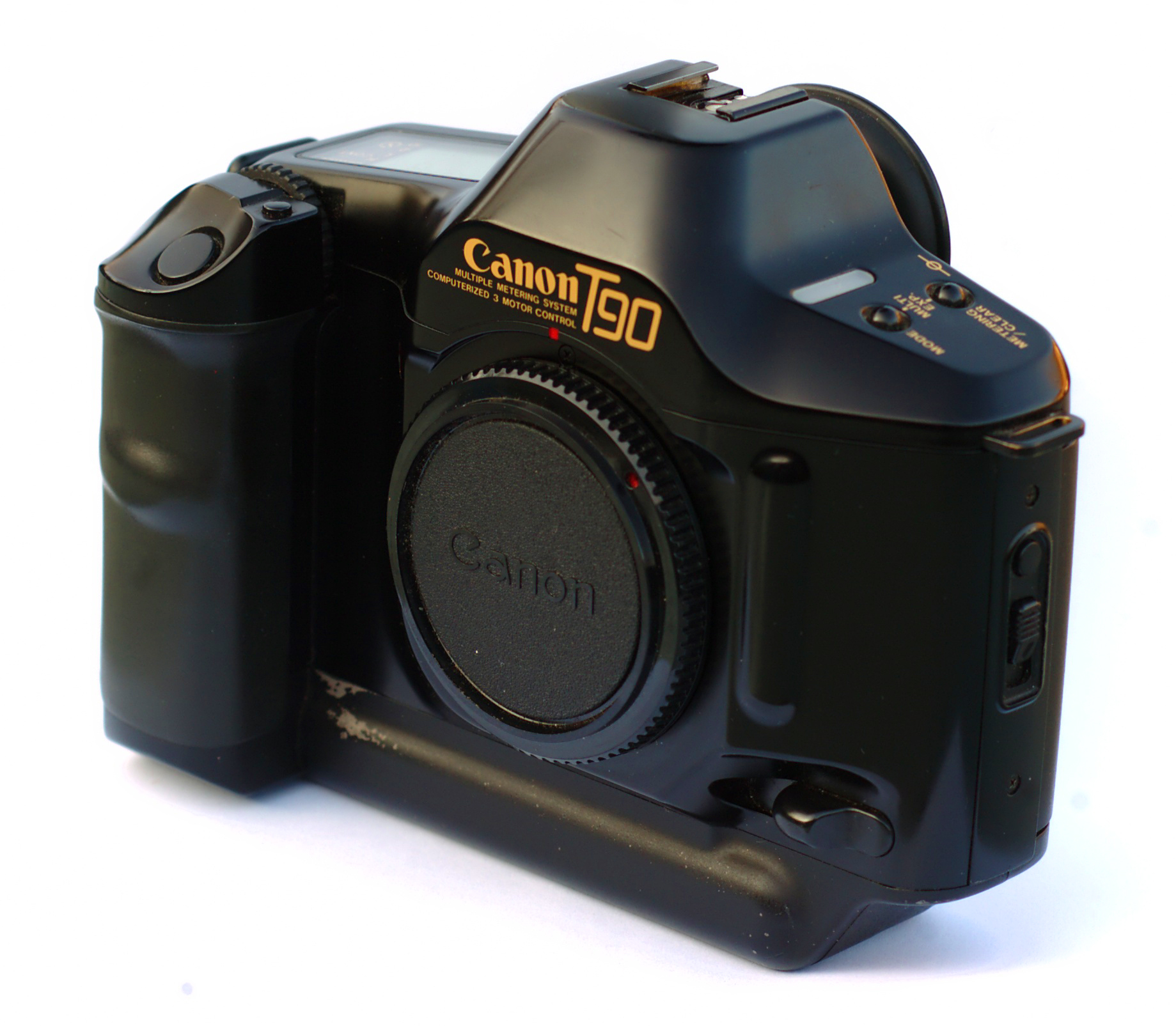
キヤノンT90

1983年からは従来の一眼レフカメラの概念に囚われない新たなコンセプトを模索し、未来的・実験的要素の強いTシリーズが開発された。
- キヤノンT50（1983年3月発売） - キヤノンの一眼レフカメラとしてはじめてモータードライブ内蔵のフィルム自動巻き上げ方式を採用（巻き戻しはクランクによる手動）、露出制御は当時の一眼レフ離れの傾向にあわせ、プログラム露出のみとした簡単な一眼レフカメラだった。当時キヤノンのコンパクトカメラとしてヒットしていた「オートボーイ」の上位というイメージを狙って「オートマン」という愛称がつけられた。1983年度のグッドデザイン大賞を受賞している。
- キヤノンT70（1984年4月発売） - モーター巻上げ・巻き戻しに加え初めてカメラ上部に液晶パネルを装備、操作も押しボタン式になった。シャッター速度優先AEとマルチプログラムAE、実絞りAEを装備した。愛称は「インテリジェント・シューター」。グッドデザイン賞とヨーロピアン・カメラ・オブ・ザ・イヤーを受賞している。
- キヤノンT80（1985年4月発売） - 専用のACレンズによるオートフォーカスを実現したが、ミノルタが世界初の実用的オートフォーカスシステム一眼レフカメラ「α7000」を発表した2ヶ月後の発売となり、不振に終わった。愛称は「アートロボ」。ACレンズに関しては「ACレンズ」参照。
- キヤノンT90（1986年2月発売） - インダストリアルデザイナー・ルイジ・コラーニのバイオフォルムを取り入れたボディデザインで話題となった。シャッター速度最高速1/4000秒及びシンクロ同調最高速度1/250秒、中央部重点測光・中央部部分測光・8点マルチスポット測光・専用ストロボによるTTLダイレクト調光機能や単3乾電池4本で秒4.5コマの高速モータードライブ内蔵、電子ダイヤルや大型液晶パネルの採用・撮影情報の記録[7]・PC（MSX）との接続など当時最先端の機能を満載し、ボディデザインや操作方法も後のオートフォーカス機EOSシリーズのベースとなった。「タンク」の愛称で発売され、キヤノンF-1以来のプロユース高級機として人気を博した。日本国内向けのカメラとしては最後のFDマウントカメラとなった。
- キヤノンT60（1990年発売、国内販売なし） - 海外でFDマウント機の需要が残っていたために販売された。FDマウントの新製品としては事実上の最終機種であり、コシナのOEM。露出制御は絞り優先AEとマニュアル。フィルム巻き上げと巻き戻しはレバーとクランクによる手動式であった。